# Cláudio Hummes
Cláudio Hummes O.F.M. (Montenegro, Río Grande del Sur, 8 de agosto de 1934-São Paulo, 4 de julio de 2022) fue un arzobispo y cardenal católico brasileño. Prefecto de la Sagrada Congregación para el Clero; arzobispo de Fortaleza (1996-1998) y arzobispo de São Paulo (1998-2006). Miembro de la Orden Franciscana ha hablado constantemente sobre justicia social. Fue elevado a cardenal el 21 de febrero de 2001. Fue presidente de la Conferencia Eclesial de la Amazonía (CEAMA) desde junio de 2020 y presidente de la Red Eclesial Panamazónica (REPAM) de 2014 a 2020.

## Biografía
Auri Alfonso Hummes nació en la ciudad de Montenegro. Sus padres fueron Pedro Adão Hummes, un alemán-brasileño, y Maria Frank, una alemana.
Obtuvo un doctorado en filosofía en 1963 de la Universidad Pontificia Antonianum en Roma.
Estudió en el Instituto Ecuménico de Bossey en Ginebra, Suiza, desde donde recibió una especialización en ecumenismo.
Junto con su nativo portugués y Riograndenser Hunsrückisch, un dialecto regional alemán del sur de Brasil, también hablaba francés, español, alto alemán e italiano.

### Vida religiosa
Tomó el nombre de Cláudio en su profesión como franciscano. Fue ordenado sacerdote el 3 de agosto de 1958, por el arzobispo João Resende Costa, SDB.
Desde 1963 hasta 1968, enseñó filosofía en el seminario franciscano de Garibaldi, el seminario mayor de Viamão y en la Pontificia Universidad Católica de Porto Alegre. Fue consejero de asuntos ecuménicos de la Conferencia Episcopal Nacional de Brasil, Superior Provincial de los Franciscanos de Rio Grande do Sul (1972-1975), y presidente de la Unión de Conferencias de Franciscanos de América Latina.

### Episcopado
El 22 de marzo de 1975 fue nombrado obispo coadjutor de Santo André y obispo titular de Carcabia por el papa Pablo VI. Recibió su consagración episcopal el 25 de mayo siguiente del arzobispo Aloísio Lorscheider, OFM, con los obispos Mauro Morelli y Urbano Allgayer como co-consagradores. 
Sucedió a Jorge de Oliveira como obispo de Santo André el 29 de diciembre de ese mismo año. Permitió que los sindicatos se reunieran en las parroquias de toda su diócesis, yendo en contra de la dictadura en Brasil en ese momento. Fue aquí donde comenzó su apoyo a la muy criticada teología de la liberación, y forjó su amistad con el jefe del sindicato en ese momento, Lula. 
El 29 de mayo de 1996 fue ascendido a arzobispo de Fortaleza y luego fue trasladado a São Paulo el 15 de abril de 1998.

## Cardenalato
Fue creado Cardenal-presbítero de S. Antonio da Padova en Via Merulana por el papa Juan Pablo II en el consistorio del 21 de febrero de 2001. Más tarde predicó los ejercicios espirituales cuaresmales para Juan Pablo II y la Curia romana en 2002. Uno de los cardenales electores que participaron en el cónclave papal de 2005 que seleccionó al papa Benedicto XVI, el cardenal Hummes fue mencionado a menudo como un posible sucesor del papa Juan Pablo II.
El cardenal Hummes fue miembro curial de la Congregación para el Culto Divino y la Disciplina de los Sacramentos, Congregación para la Doctrina de la Fe, Congregación para los Obispos, Congregación para la Educación Católica, Consejo Pontificio para los Laicos, Consejo Pontificio para la Familia, Consejo Pontificio Cor Unum, Consejo Pontificio para el Diálogo Interreligioso, Consejo Pontificio para la Cultura, Comisión Pontificia para América Latina, X Consejo Ordinario de la Secretaría General del Sínodo de los Obispos, Consejo de Cardenales para el Estudio de la Organización y Prefectura para los Asuntos Económicos de la Santa Sede. Ocupó la membresía de estas dicastaries hasta su 80.º cumpleaños.
El 31 de octubre de 2006, el papa Benedicto nombró al Cardenal Hummes para dirigir la Congregación para el Clero, en sucesión a Darío Castrillón Hoyos.
En 2013 sirvió como uno de los 115 cardenales en el cónclave que eligió al papa Francisco. Debido a la precedencia, durante el juramento, tomó el juramento de secreto de los cardenales justo antes del cardenal Jorge Mario Bergoglio, quien finalmente sería elegido papa. Cuando el nuevo papa ganó la votación del cónclave, le susurró al papa: "No se olvide de los pobres" y el papa dijo que inmediatamente se acordó de San Francisco de Asís y "el nombre de Francisco vino en mi corazón". Cuando el recién elegido papa Francisco apareció en el balcón poco después de su elección, el cardenal Hummes estaba entre los cardenales que acompañaban al nuevo papa y se pararon junto a él en su inmediata izquierda en el balcón.
Al recordar el momento de su elección, el papa Francisco dijo a miles de periodistas el 16 de marzo que el cardenal Hummes "me abrazó, me besó y me dijo: 'No se olvide de los pobres'". Bergoglio también dijo que tomó en serio las palabras de su "gran amigo" el cardenal Hummes y eligió ser llamado después de San Francisco de Asís, el hombre de la pobreza, el hombre de la paz, el hombre que ama y protege la creación, "el mismo mundo creado" con el que no tenemos tales una buena relación. 
El 8 de agosto de 2014, cumplió 80 años y perdió el derecho a participar en futuros cónclaves. 
Un año después, fue nombrado presidente honorario de la Red Eclesiástica Pan-Amazónica (REPAM), establecida en 2014 en Brasilia, Brasil, durante una reunión de obispos cuyos territorios incluyen regiones del Amazonas, sacerdotes, misioneros de congregaciones que trabajan en el Jungla amazónica, representantes nacionales de Caritas y laicos pertenecientes a diversos cuerpos eclesiales. En su mensaje, reiteró que la creación de la Red Eclesial Pan-Amazónica "representa un nuevo incentivo y relanzamiento del trabajo de la Iglesia en la Amazonía, fuertemente deseado por el Santo Padre. Allí, la Iglesia desea ser, con valentía y determinación, una Iglesia misionera, misericordiosa, profética y cercana a todas las personas, especialmente a los más pobres, excluidos, descartados, olvidados y heridos. Una Iglesia con una 'cara amazónica' y un 'clero nativo', como lo propuso el papa Francisco en su discurso a los obispos de Brasil".

## Activismo climático
El 29 de noviembre de 2015, antes de la Conferencia de las Naciones Unidas sobre el Cambio Climático 2015, volvió a aparecer en la escena mundial de medios cuando él y el activista de Avaaz Oscar Soria exhibieron un par de zapatos donados por el papa Francisco para apoyar una manifestación climática en París, en un desafío a las autoridades francesas que prohibieron las protestas públicas después de los ataques de París en noviembre de 2015. Originalmente, se esperaba que cientos de miles marcharan en París ese día, pero la marcha fue cancelada después de los ataques. En cambio, los parisinos y otros de todo el mundo donaron zapatos y los colocaron en la Place de la Republique, en una marcha simbólica organizada por el movimiento cívico Avaaz que obtuvo el apoyo del papa Francisco. 
"Este es un momento muy importante y muy emotivo, el papa quería participar simbólicamente, como todos nosotros, que hemos puesto nuestros zapatos, queremos participar simbólicamente en la marcha mundial por el cambio climático aquí en París".
"Pedimos reducciones drásticas de las emisiones de carbono para mantener el aumento de la temperatura global por debajo del peligroso umbral de 1.5 °C", dijo el cardenal ante los medios internacionales. "Como afirma el llamamiento de los obispos, debemos 'poner fin a la era del combustible fósil' y 'establecer un objetivo para la descarbonatación completa para 2050 (...) Y pedimos a los países más ricos que ayuden a los más pobres del mundo a hacer frente al clima cambiar los impactos, proporcionando financiación climática robusta", agregó. 
Al recordar ese evento, dijo más tarde: "Tuve el privilegio, junto con Oscar Soria de Avaaz, de llevar los zapatos del papa Francisco. Había muchas expectativas, era una gran y simbólicamente fuerte forma de presión de la gente, y también la presencia del papa Francisco, en este clamor para evitar el cambio climático". 

## Vistas

### Cuestiones económicas
Criticó la propagación del capitalismo global, afirmando que la privatización de las empresas estatales y la reducción de los aranceles han contribuido a "la miseria y la pobreza que afectan a millones en todo el mundo". En su primera audiencia pública después de su elección, el papa Francisco reveló que su buen amigo, el cardenal Hummes, lo había inspirado a tomar su nombre de San Francisco de Asís y lo había abrazado en la culminación del cónclave de 2013 susurrando "no te olvides de los pobres" cuando se anunció que había sido elegido papa.

### Pueblos indígenas
Publicó una declaración oficial condenando los ataques anónimos contra personas indígenas sin hogar. Dijo que "tal violencia y crueldad son inaceptables y deben ser rechazadas enérgicamente. La Iglesia ha gritado muchas veces sobre la necesidad de ayudar a quienes se ven obligados a vivir en nuestras calles, sin cobijo. Lo hace de una deber de la humanidad y por su fe en Jesucristo, que desea ser identificado en cada persona, especialmente en los pobres y discapacitados ".
Afirma que occidente ha traído todos los males a la Iglesia del Amazonia, los colonizadores no han hecho nada bien y se han cargado toda la cultura de Chamana que adoraban al dios Sol y que hacían bien en adorarlo porque todo esta " interconectado " y si adoras al dios Sol rindes culto a la Madre Tierra que nos da todo lo que necesitamos.

### Celibato clerical
En una entrevista en 2006 con el periódico brasileño O Estado de S. Paulo, el Cardenal Hummes dijo que "aunque el celibato es parte de la historia y cultura católica, la Iglesia podría revisar esta cuestión, porque el celibato no es un dogma sino una cuestión disciplinaria". También dijo que es "una tradición larga y valiosa en la iglesia del rito latino, basada en fuertes argumentos teológicos y pastorales". 
Actualmente (7 de octubre de 2019) ha cambiado su visión del celibato y apoya firmemente que puedan ser ordenados padres de familia y ordenar diaconisas para el bien de la Iglesia en la Amazonía.

### Anticoncepción
Reprendió a los sacerdotes que atacan las enseñanzas católicas sobre los condones.

## Relación con elpapa Francisco
Fue amigo del papa Francisco y fue definido por el papa como "un grande" en una entrevista que concediera a la corresponsal de Noticieros Televisa, Valentina Alazraki, en marzo de 2015. 
El 16 de marzo de 2013, en una audiencia que el papa Francisco concedió a los más de 6.000 periodistas de todo el mundo que cubrieron el cónclave, explicó cómo escogió ese nombre: “durante las elecciones, tenía al lado al arzobispo emérito de Sao Paulo y también prefecto emérito de la Congregación para el Clero, el cardenal Claudio Hummes: un gran amigo. Cuando la cosa se ponía un poco peligrosa, él me confortaba”.
En aquella oportunidad, el papa señaló que “cuando los votos subieron a los dos tercios, hubo el acostumbrado aplauso, porque había sido elegido. Y él me abrazó, me besó, y me dijo: ‘No te olvides de los pobres’”.
“Y esta palabra ha entrado aquí: los pobres, los pobres. De inmediato, en relación con los pobres, he pensado en Francisco de Asís. Después he pensado en las guerras, mientras proseguía el escrutinio hasta terminar todos los votos (…) Francisco es el hombre de la paz. Y así, el nombre ha entrado en mi corazón: Francisco de Asís”.
El cardenal Hummes en declaraciones posteriores en una entrevista concedida al diario del Vaticano L’Osservatore Romano,  señaló que el papa es todo un “Francisco”, basta con ver “sus gestos, su modo de entrar en relación con la gente, algo muy próximo, que lo lleva hacia quienes que viven en las ‘periferias’: las personas que lo necesitan, las que sufren, los pobres”.

## Fallecimiento
Falleció en la madrugada del 4 de julio de 2022 en su ciudad natal, víctima de cáncer de pulmón. Tras el solemne funeral, celebrado dos días después por su sucesor, el cardenal Odilo Pedro Scherer, fue enterrado en la cripta de la Catedral Metropolitana de Sao Paulo.